# Buwajda
Buwajda (arab. بويضة) – wieś w Syrii, w muhafazie Hama. W 2004 roku liczyła 486 mieszkańców.